# Flair (magazine)
 (septembre 2022).
Si vous disposez d'ouvrages ou d'articles de référence ou si vous connaissez des sites web de qualité traitant du thème abordé ici, merci de compléter l'article en donnant les références utiles à sa vérifiabilité et en les liant à la section « Notes et références ».
Flair est un magazine hebdomadaire belge à destination des femmes qui appartient au groupe finlandais Sanoma Media. Il est publié en français et en néerlandais.

## Historique
La société Sanoma Magazines Belgium S.A. a été fondée le 13 novembre 1945. Récemment[Quand ?] son nom a changé : Sanoma Media.
Sanoma Media possède plusieurs magazines et sites Internet : Flair, Moustique, Femmes d'aujourdhui, Libelle, GAEL, Feeling, Humo, Vitaya, Glam It, Zappybaby.be, Styletoday.be, kieskeurig.be, etc.
Le premier Flair francophone est sorti en septembre 1987. Il s'adresse à la femme active entre 18 et 35 ans.
Le site francophone est en ligne depuis octobre 2009.

## Thèmes
Les thèmes des articles du magazines sont regroupés en quatre groupes qui ont reçu un nom :  
- Planet Soulmate (les relations, l'émotion, le sexe sans tabou, les conseils psycho),
- Body (mode, beauté et minceur),
- Luxe Accessible (bons plans, réductions sur les nuits d'hôtel, en thalassothérapie, au restaurant, etc.)
- Shopping (bonnes adresses, filons bon marché, cadeaux à mini-prix, etc.)

## Les suppléments
De temps en temps, Flair est accompagné d'un supplément de plus petit format, appelé pocket. Les plus connus sont les suivants : Hôtel Pocket, Weekend Pocket, Resto Pocket, Beauty Farm Pocket.